# Jakub Bauernfreund
Jakub Bauernfreund (25. října 1904, Zborov – 8. listopadu 1976, Londýn), který po emigraci do Londýna přijal jméno Jacob Bornfriend, byl slovenský malíř židovského původu.

## Život
Jakub Bauernfreund se narodil jako jedno ze sedmi dětí v nemajetné židovské rodině, hospodařící v malé východoslovenské obci Zborov. Po absolvování školy hledal zaměstnání v Ostravě, uvažoval o odchodu do Palestiny a nakonec pracoval jako retušér fotografií v Bratislavě. Podobně jako řada jiných slovenských umělců (Koloman Sokol, Cyprián Majerník, Ján Želibský) získal základní malířskou průpravu v soukromé škole Gustáva Mallého. Po příchodu do Prahy navštěvoval po dva roky soukromou malířskou školu Fritze Kauska.
Roku 1929 se přihlásil ke studiu na Akademii výtvarných umění v Praze a po absolvování dvouleté přípravky nastoupil ve třetím ročníku do ateliéru Willy Nowaka. Bauernfreund byl výjimečný talent a od prvního ročníku získával ceny Akademie. V ateliéru se seznámil s Endre Nemesem, který byl v následujících letech jeho nejbližším přítelem. Zajížděli společně často na Slovensko, kde měli rodiče. Oba navštěvovali ateliér sochaře Bernarda Redera a pomohli zprostředkovat jeho proslulou výstavu v pražském Mánesu roku 1935.
Nemes i Bauernfreund již během studia vystavovali roku 1932 s Prager Secession v Krasoumné jednotě. V roce 1933 dostal Nemes cenu Akademie, která zahrnovala jednoměsíční stipendijní pobyt v Paříži. Pozval Jakuba Bauernfreunda a nakonec tam oba ve skromných podmínkách strávili 3 měsíce. Bauernfreund získal v polovině 30. let zakázky na portrétování předsedů rady židovských starších v Praze a soubory portrétů zakladatelů Židovského muzea v Praze, které mu zajistily jistou proslulost i finanční zabezpečení. Oba malíři měli společnou výstavu roku 1936 v Galerii Hugo Feigla, kterou uvedl svým textem Johanes Urzidil, a bylo jim nabídnuto členství v Umělecké besedě. Naposled společně vystavovali již v době bezprostředního ohrožení válkou roku 1938.
Bauernfreund uprchl do Berlína a odtud za dramatických okolností do Londýna, kde se později usadil natrvalo a změnil své jméno na Jacob Bornfriend. Za války pracoval manuálně jako brusič diamantů. Svou první výstavu obrazů v Londýně měl roku 1945 a od roku 1950 vystavoval pravidelně v galerii Roland, Browse and Delbanco. Jeho poválečné výstavy v Londýně a pozdější výstavy ve Švédsku (některé s Alfredem Harrisem  nebo Nemesem, 1963) pomáhal organizovat Endre Nemes.
V roce 1963 měl Bauernfreund soubornou výstavu v Národní galerii v Praze a roku 1980 posmrtnou soubornou výstavu v Bedford Way Gallery, University of London Institute of Education.
Z posmrtných výstav byla jednou z nejúspěšnějších výstava „Jacob Bornfriend/ Jakub Bauernfreund (1904-1976): Bilder, Gouachen, Zeichnungen, Pastelle, Collagen und Graphiken“ v Bochumi v roce 1986, kterou uspořádal tamější emeritní ředitel Petr Spielmann a výstava Jakub Bauernfreund: Natura morta v Galerii města Bratislavy (2008).
Jeho zátiší z doby před válkou v současné době dosahují na aukcích Christie’s nebo Sotheby’s až dvacetinásobku vyvolávací ceny. 

## Dílo
Během studií na Akademii se Bauernfreund věnoval malbě aktu a zátiší. Od svého soukromého učitele, krajináře a malíře zátiší Fritze Kauska si přinesl vytříbený cit k barvě a jemný kolorit. Na Akademii vstřebal podněty kubismu a expresionismu a přešel k výraznější barevnosti. S oblibou používal techniku tempery.
Po návštěvě Paříže roku 1933, kde na něj nejvíce zapůsobila díla Marca Chagalla, André Massona a Amedea Modiglianiho se přiklonil k surrealismu a magickému realismu a podobně jako Endre Nemes spojoval prvky reálného světa se světem snů a představ. Předválečná tvorba Jakuba Bauernfreunda se zachovala pouze ve zlomcích. Jeho nástěnná malba v soukromém domě blízko Prahy a také díla, která zanechal v Praze před emigrací byla většinou zničena nebo ztracena.
Počátkem války maloval v Londýně zprvu radostnější náměty jako rozkvetlé stromy nebo dvojice milenců, ale ke konci války se vrátil k expresionistické malbě a surrealistickým kompozicím. Kromě malby se věnoval kresbě, grafice, koláži a také nástěnné malbě. V polovině padesátých let přijal zakázku na nástěnnou malbu školní knihovny Jeshivy (dnes London School of Jewish Studies). Vznikla tak obrovská kompozice, která jazykem symbolů a židovských textů obrazově vyložila a převyprávěla deset nejdůležitějších židovských slavností. Ke konci 50. let se jeho malba přechodně vyvinula směrem k abstrakci, kombinující barevné plochy s výtvarnými znaky.
Pro celou Bauernfreundovu tvorbu jsou typická zátiší a z figurálních námětů zejména groteskní figuríny a loutky jako odkaz surrealismu.

### Zastoupení ve sbírkách
- Tate Gallery
- Národní galerie v Praze
- Slovenská národná galéria, Bratislava
- Galerie výtvarného umění v Ostravě
- Krajská galerie výtvarného umění ve Zlíně
- Southampton City Art Gallery
- Leeds Art Gallery
- University of Warwick Art Collection
- Museum Bochum
- Židovské muzeum v Praze